# Ian Ruff
Ian Ruff (ur. 16 grudnia 1946) – australijski żeglarz sportowy. Brązowy medalista olimpijski z Montrealu.
Zawody w 1976 były jego jedynymi igrzyskami olimpijskimi. Trzecie miejsce zajął w klasie 470. Partnerował mu Ian Brown.